# Monument aux fondateurs de la forteresse Saint-Dimitri-de-Rostov
Le monument aux fondateurs de la forteresse Saint-Dimitri-de-Rostov est un monument de Rostov-sur-le-Don dédiés aux fondateurs de la forteresse et de la ville : le bâtisseur Alexandre Riguelman, le premier commandant Ivan Somov, le responsable des douanes Vassili Khastatov et le commandant de l’armée des cosaques du Don Danila Efremov avecc un adjudant. Il a été inauguré le 15 décembre 2009, à l’occasion du 260e anniversaire de la fondation de la ville.

## Description
La composition en bronze du sculpteur Sergueï Olechine se trouve sur un petit piédestal de granit et représente cinq personnages en train de discuter les plans de la forteresse. L’ataman Efremov est représenté assis sur un canon, derrière lui son adjudant tient un étendard.

## Critique
Les critiques signalent qu’une telle réunion n’a vraisemblablement jamais eu lieu, de plus Riguelman n’était que le bâtisseur de la forteresse et non son architecte (en réalité l’ingénieur Vedeneïev, auteur du projet à Saint-Pétersbourg).